# Philippe de Toulouse
Philippe (ou Felipa, ou Philippie, ou Mathilde, ou Philippia,, ou Philippa de Toulouse), en occitan  Filipà de Tolosa, naît vers 1073 et meurt en 1118. Jeune veuve de Sanche-Ramire d'Aragon, elle épouse en 1094 le duc d'Aquitaine, Guillaume IX. Elle est la fille de Guillaume IV, comte de Toulouse et d’Emma de Mortain.

## Biographie
En 1093 ou 1094, quand le comte de Toulouse meurt au cours d’un pèlerinage en Terre Sainte, son frère Raymond de Saint-Gilles, qui s'intitule lui-même comte de Toulouse dès 1088, évince sa nièce Philippa de la succession. Rien ne justifie pourtant cette prise de pouvoir peu claire. Une prétendue « loi salique toulousaine », excluant les filles de la succession, ne repose que sur une charte qui ne concerne que Moissac (et non l'ensemble du comté). Datée de 1063, cette charte comporte de plus des passages Interpolés. Selon Alfred Richard, le principe de loi salique ne s'appliquant pas en Languedoc, Philippa est virtuellement l'héritière du comté de Toulouse, Raymond de Saint Gilles n'en est que le gestionnaire et non l'héritier légitime.
Jeune veuve de Sanche-Ramire d'Aragon, qui vient de mourir le 6 juillet 1094 au siège d'Huesca, elle épouse peu après Guillaume IX (v. 1070-1126,), duc d’Aquitaine,  de Gascogne et comte de Poitiers. C'est une union politique. Guillaume d'Aquitaine entend bien faire valoir les droits de Philippa et ajouter à son duché le prospère comté de Toulouse, que le comte de Toulouse a simplement confié à son frère Raymond avant de partir mourir en Terre Sainte. De ce mariage naissent : 
- Guillaume X (1099-1137), duc d'Aquitaine, de Gascogne et comte de Poitiers ;
- Raymond de Poitiers, prince d'Antioche (vers 1114/1115-1149) ;
- Agnès de Poitiers (Mathilde) (1103-1159)[15], mariée à Aimery V (mort en 1127)[16], vicomte de Thouars, puis à Ramire II le Moine (1083-1157) roi d’Aragon ;
- quatre filles, citées mais non nommées par la chronique de Saint-Maixent.

En 1098, Raymond de Saint-Gilles, avant de partir en Terre sainte, ose remettre à son  fils, Bertrand de Toulouse, non seulement ses terres de Provence mais aussi Toulouse, spoliant ainsi Philippa. Guillaume d'Aquitaine, furieux, mobilise une armée et s'empare de Toulouse, qu'il revendique au nom de sa femme. Mais Raymond a peut-être négocié son départ moyennant finance. Un an plus tard, Philippa met au monde son premier fils, le futur Guillaume X d'Aquitaine, à Toulouse. Lorsque Guillaume décide de partir à son tour pour Jérusalem, en 1101, il vend Toulouse (ou la met en gage en viager) à Bertrand,.  Cependant, dès 1108,  Toulouse ne semble plus être sous l'autorité de ce dernier. En 1113, Guillaume s'empare pacifiquement du Toulousain et du Quercy, qu'il remet à Philippa avant de rentrer à Poitiers. Les principaux seigneurs viennent prêter serment d'allégeance à la nouvelle comtesse.
En 1114, Guillaume le Troubadour rend publique sa liaison avec Amauberge, dite Dangereuse, de l'Isle-Bouchard, épouse d’un de ses vassaux, Aimery Ier, vicomte de Châtellerault. Philippa qui est demeurée dans son comté, est alors enceinte de son dernier fils, Raymond de Poitiers, qui nait à Toulouse en 1114 ou 1115. Elle trouve peu après refuge au prieuré fontevriste qu'elle a fondé en 1114, à Lespinasse (Haute-Garonne), près de Toulouse. Elle y prend l'habit en compagnie d'une de ses filles, Audéarde, et y meurt le 28 novembre 1117 ou 1118,,. Guillaume, excommunié par le pape, ne peut pas épouser sa maîtresse pour autant, car celle-ci est toujours mariée. Les droits de Philippa sur le comté de Toulouse ne sont cependant pas oubliés, car sa petite-fille  Aliénor, reine de France par son mariage avec Louis VII tente par la suite d'en faire la conquête en 1141. Le second mari d'Aliénor, Henri II Plantagenêt, et leur fils Richard Cœur de Lion tentent également d'annexer le comté de Toulouse.